# Angriff auf Dutch Harbor
Dutch Harbor – 1. Attu – 1. Kiska – 2. Kiska – 3. Kiska – Komandorski-Inseln – 2. Attu – Chichagof Harbor – 4. Kiska
Der Angriff auf Dutch Harbor war eine Serie von zwei Luftangriffen japanischer Trägerflugzeuge im Pazifikkrieg, von denen Anfang Juni 1942 amerikanische Truppen und Anlagen auf der Aleuten-Insel Unalaska getroffen wurden und die den Auftakt zur Schlacht um die Aleuten markierten. Die Angreifer erreichten dabei ihre taktischen Ziele, jedoch die strategische Zielsetzung, nämlich die Amerikaner davon zu überzeugen, dass japanische Streitkräfte eine großangelegte Offensive in dem Bereich planten, wurde nicht erreicht.

## Vorgeschichte
Admiral Yamamoto, Oberbefehlshaber der kaiserlich japanischen Marine, plante die Eroberung der von amerikanischen Truppen besetzten Midwayinseln. Um seine Absichten zu verschleiern, sollten wenige Tage vor der geplanten Invasion in der Operation AL zwei Flugzeugträger einen Luftangriff auf amerikanische Anlagen in Dutch Harbor auf der Insel Unalaska durchführen, um so mögliche amerikanische Flottenverbände aus der Umgebung von Midway nach Norden zu locken.
Durch die Entzifferung japanischer Funksprüche war der amerikanische Generalstab über die japanischen Invasionspläne auf Midway informiert und ein Ablenkungsangriff gegen die Aleuten wurde ebenfalls erwartet. Um die gesammelten Informationen bestmöglich zu verwerten, wurden die verfügbaren Kerneinheiten der amerikanischen Flotte, drei Flugzeugträger, zur Abwehr der japanischen Hauptstreitmacht bei Midway abkommandiert. Zum Abfangen der japanischen Verbände bei den Aleuten wurden dagegen hauptsächlich landgestützte Flugzeuge, Zerstörer und U-Boote zusammengezogen.

## Ausgangslage

### Amerikanische Einheiten
Der Oberkommandierende der US Marine im Nördlichen Sektor, Konteradmiral Robert A. Theobald, verfügte weder über Flugzeugträger noch über Schlachtschiffe. Seine Flotte setzte sich aus zwei Schweren Kreuzern, drei Leichten Kreuzern, zehn Zerstörern, sechs U-Booten und kleinen Vorpostenbooten zusammen. Er selbst führte das Kommando vom Leichten Kreuzer Nashville aus.
Admiral Theobald misstraute den Informationen, die die Funkaufklärung über die Pläne der Japaner ermittelt hatte, und entschied sich, den Kern seiner Flotte mit den Schweren Kreuzern sehr weit östlich, nahe der Kodiak-Insel zu positionieren, so dass sie letztendlich zu weit von Dutch Harbor entfernt waren, um in der folgenden Auseinandersetzung eine Rolle zu spielen. Erschwerend kam hinzu, dass der Admiral wegen atmosphärischer Störungen und befohlener Funkstille nicht mit seinen Einheiten in und um Dutch Harbor per Funk kommunizieren konnte.
In der Umgebung von Dutch Harbor beließ er lediglich neun Zerstörer, die in der Makushin Bay vor Anker lagen. Dazu kamen fünf kleinere Kutter der United States Coast Guard, die um Dutch Harbor als Vorpostenboote eingesetzt waren und ebenfalls der Marine unterstellt waren.
Die sechs U-Boote waren in drei Zweiergruppen nördlich und südlich von Umnak und nahe Cold Bay stationiert.
Die 11. Jagdstaffel (11th FS) der US-Luftwaffe mit siebzehn P-40E-Warhawk-Jagdflugzeugen war am 1. Mai 1942 in Erwartung eines japanischen Angriffs auf dem Fort Glenn Flugfeld bei Otter Point auf Umnak stationiert. Ebenfalls auf Umnak lag eine Gruppe von sechs B-26-Bombern und einem B-17-Bomber. Das Kommando hatte Brigadegeneral William O. Butler.
Die 18. Jagdstaffel (18th FS) der Luftwaffe mit sechzehn P-40E-Flugzeugen war in Cold Bay östlich von Dutch Harbor stationiert. Hinzu kamen zwölf B-26-Bomber, zwei B-17-Bomber und zwei LB-30-Bomber.
Das 4. Marineflieger-Geschwader (Fleet Air Wing 4) unter dem Kommando von Captain Leslie E. Gehres hatte mehrere PBY-Catalina-Aufklärungsflugzeuge bei Dutch Harbor und Cold Bay stationiert, davon acht bereits mit Radar ausgerüstete Maschinen.
An amerikanischen Bodentruppen lagen in Dutch Harbor das 206. Artillerie-Regiment, ausgerüstet mit 3-inch-Flugabwehrkanonen und Maschinengewehren, das 37. Infanterie-Regiment und Teile der 151. Engineers. Dazu kamen zivile Angestellte des US-Militärs, die mit dem Ausbau der Basis beschäftigt waren. Das Kommando über die Bodentruppen lag beim Kommandeur der Verteidigung von Alaska, Generalmajor Simon Bolivar Buckner. Die Truppen hatten in Erwartung eines japanischen Angriffs sämtliche Flugabwehrwaffen in befestigten Stellungen untergebracht und Schützengräben und Deckungslöcher für die Bodentruppen angelegt.

### Japanische Einheiten
Die japanische Flotte war von Ōminato aus ausgelaufen und bestand aus den Flugzeugträgern Jun’yō und Ryūjō, begleitet von den Kreuzern Takao und Maya sowie drei Zerstörern. Konteradmiral Kakuji Kakuta führte das Kommando über die Flotte von der Ryūjō aus.
Um Marineflieger, deren Maschinen infolge von Schäden den Weg zurück zu den Trägern nicht schaffen sollten, dennoch retten zu können, wurde ein U-Boot entsandt, das nahe der vorgesehenen Notlandeposition auf der Insel Akutan in Warteposition lag.
Am 2. Juni 1942 entdeckte ein PBY-Catalina-Aufklärungsflugzeug einen Teil der japanischen Flotte und warnte die amerikanischen Dienststellen. Der Seeflugzeugtender Gillis, der mit Radar ausgerüstet war, lief deshalb aus Dutch Harbor aus und begann nach gegnerischen Flugzeugen zu suchen.

## Angriff

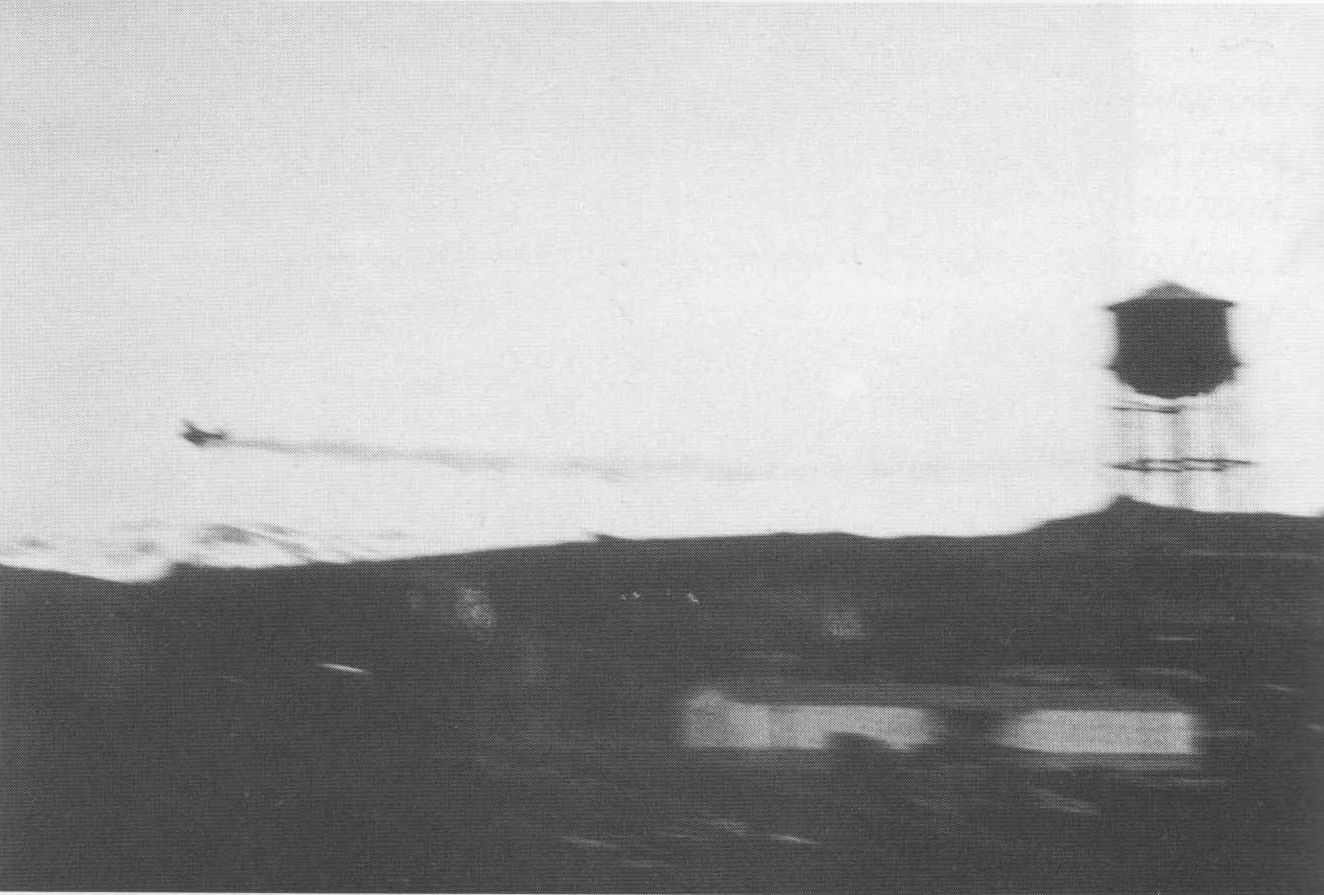
Ein japanisches Zero-Jagdflugzeug, das vom Träger Ryūjō gestartet war, zieht eine Rauchfahne hinter sich her, kurz nachdem es am 3. Juni über Dutch Harbor von Maschinengewehrfeuer getroffen wurde.

Am frühen Morgen des 3. Juni 1942, um 02:43 Uhr (Arktischer Sommer), hoben von den Flugzeugträgern Jun'yō und Ryūjō zwei Angriffsverbände mit insgesamt 35 Flugzeugen ab. Sechs Mitsubishi-A6M-„Zero“-Jagdflugzeuge und zwölf Aichi-D3A-„Val“-Sturzkampfbomber starteten von der Jun'yō, von der Ryūjō hoben sechs weitere Mitsubishi A6M und elf Nakajima-B5N-„Kate“-Bomber ab. Ziel war das knapp 165 Meilen entfernte Dutch Harbor.
Wegen schlechten Wetters und widriger Sichtverhältnisse war die Orientierung schwierig und die Jagdflugzeuge der Jun'yō wurden zudem in einen Kampf mit amerikanischen PBY-Flugbooten verwickelt, so dass der gesamte Verband aus „Val“-Bombern und „Zero“-Jägern den Einsatz abbrach, ohne Dutch Harbor angegriffen zu haben. Sie konnten nur unter Zuhilfenahme von Funkpeilung zu ihrem Flugzeugträger zurückfinden.
Das Radar des amerikanischen Tenders Gillis entdeckte die japanischen Flugzeuge des Trägers Ryūjō um 05:40 Uhr. Per Funk alarmiert, starteten Abfangjäger vom weit entfernten Stützpunkt bei Cold Bay, waren aber zu weit entfernt, um rechtzeitig einzutreffen. Andere Jagdflugzeuge der 11. US-Luftflotte, die auf der unmittelbaren Nachbarinsel Umnak stationiert waren, konnten wegen atmosphärischer Störungen nicht per Funk erreicht werden.
Elf B5N-Bomber, davon jeder mit einer 250 kg schweren Bombe und bis zu sechs 60-kg-Bomben bewaffnet, und drei Jäger griffen schließlich 20 Minuten lang Ziele in und um Dutch Harbor an.
Einige Bomben fielen harmlos ins Hafenbecken, zwei trafen jedoch Mannschaftsunterkünfte in der Kaserne Fort Mears, in denen Soldaten untergebracht waren, die erst am Vortag eingetroffen waren und nicht schnell genug die Baracken verließen. 23 Soldaten wurden getötet und 25 weitere verwundet.
Auf ihrem Rückflug entdeckten japanische Piloten einige der in der Makushin Bay vor Anker liegenden amerikanischen Zerstörer und meldeten ihre Beobachtung. Konteradmiral Kakuta ordnete einen Angriff auf die Schiffe an, aber wiederum hinderten schlechtes Wetter und eine niedrige Wolkendecke die Piloten daran, ihr Ziel zu finden. Die vier zur Führung des Angriffsverbandes eingesetzten Aufklärungsflugzeuge der beiden Schweren Kreuzer wurden von amerikanischen Jagdflugzeugen abgefangen und zwei zerstört.
Ein PBY-Flugboot wurde am Abend des 3. Juni von der Jagdsicherung des japanischen Flottenverbandes abgeschossen, die überlebenden drei der sieben Besatzungsmitglieder wurden von den Japanern gefangen genommen.

Kurse der japanischen und amerikanischen Flugzeuge am 4. Juni 1942

Ein aus sechs B-26-Bombern mit Torpedobewaffnung zusammengesetzter amerikanischer Angriffsverband versuchte, die japanischen Flugzeugträger am 4. Juni anzugreifen, verfehlte aber sein Ziel, da die PBY-Aufklärungsflugzeuge, die den Kontakt zur japanischen Flotte gehalten hatten, von Jagdflugzeugen abgedrängt worden waren. Lediglich ein B-26-Bomber fand das Ziel, konnte aber wegen schwerer See keinen erfolgreichen Angriff durchführen. Zwei B-17-Bomber versuchten, die Schiffe wenig später im Tiefflug mit Bomben zu treffen, verfehlten aber ebenfalls das Ziel und ein Bomber ging durch das Feuer japanischer Flugabwehrkanonen verloren.
Um 16:00 Uhr am 4. Juni ordnete Konteradmiral Kakuta den Start weiterer Flugzeuge für einen erneuten Angriff auf Dutch Harbor an. Elf D3A-Sturzkampfbomber, sechs B5N-Bomber und 15 A6M-Jagdflugzeuge hoben von beiden Trägern ab und wurden bereits um 17:40 Uhr von den amerikanischen Radargeräten geortet.
Das zur Stromversorgung der Hafenanlagen eingesetzte Dampfschiff Northwestern wurde von der 225 kg schweren Fliegerbombe eines D3A-Bombers getroffen, hölzerne Baracken und vier Lagertanks mit je 100 Tonnen Treibstoff und ein Lagertank mit 240 Tonnen Dieseltreibstoff wurden ebenfalls zerstört. Auch zwei amerikanische Flugabwehrgeschütze, ein Lagerhaus und ein Munitionsbunker wurden durch Bombentreffer zerstört.
Auf dem Rückflug sammelten sich die Flugzeuge der Jun'yō am westlichsten Punkt von Unalaska, was sie in Sichtweite der neu angelegten amerikanischen Startbahn bei Otter Point brachte, von wo aus ihr Verband von P-40E-Jagdflugzeugen angegriffen wurde, die bei zwei eigenen Verlusten auch zwei A6M-Jagdflugzeuge abschossen.
Konteradmiral Kakuta brach nach der Rückkehr seiner Flugzeuge die Angriffe ab und zog sich nach Westen zurück, von wo aus sein Verband die Deckung für die japanischen Landungsoperationen auf Attu und Kiska übernehmen konnte.

## Verluste
Die Amerikaner verloren einen B-17-Bomber, zwei B-26-Bomber, zwei P40E-„Warhawk“-Jagdflugzeuge und sechs PBY-Flugboote. 39 Piloten und Besatzungsmitglieder wurden getötet, zehn galten als vermisst, vier wurden verwundet und drei von den Japanern gefangen genommen.
33 Soldaten und 10 Zivilisten wurden am Boden getötet, etwa 50 weitere verwundet.
Die Japaner verloren durch Unfälle und Feindeinwirkung insgesamt zehn Trägerflugzeuge: drei Mitsubishi-A6M-Zero-Jagdflugzeuge, vier Aichi-D3A-„Val“-Sturzkampfbomber und drei Nakajima-B5N-„Kate“-Bomber, aber lediglich sieben Piloten dieser Flugzeuge kamen ums Leben. Hinzu kamen zwei Aufklärungsflugzeuge, die von den Schweren Kreuzern gestartet waren. Insgesamt 15 Piloten und Besatzungsmitglieder wurden getötet.

## Folgen
Die von den Japanern beabsichtigte Ablenkung von ihrem Hauptangriffsziel, den Midway-Inseln, wurde nicht erreicht, da die amerikanische Funkaufklärung den japanischen Plan bereits im Vorfeld in Erfahrung gebracht hatte. Während des letzten Angriffs auf Dutch Harbor wurde die japanische Flugzeugträger-Flotte von Admiral Nagumo bei der Schlacht um Midway durch amerikanische Flugzeugträgerverbände zerstört. Manche Historiker sind gar der Ansicht, die beiden japanischen Flugzeugträger hätten, wenn auf den Angriff bei Dutch Harbor verzichtet worden wäre, die Schlacht von Midway zugunsten der Japaner entscheiden können.
Den amerikanischen Flottenverbänden und Luftstreitkräften gelang es trotz ihres Informationsvorsprungs jedoch nicht, den Angriffsverband von Konteradmiral Kakuta vernichtend zu treffen oder die folgenden Landungen japanischer Bodentruppen auf Attu und Kiska zu verhindern.

## Die Akutan-Zero
Die Notlandung eines japanischen Zero-Jagdflugzeuges auf Akutan nach dem Angriff am 3. Juni erwies sich im Nachhinein als folgenschwer, da die Amerikaner die Maschine bergen, instand setzen und studieren konnten. So konnten sie ihren Piloten geeignete Flugmanöver gegen die Zero vermitteln und neue Flugzeugtypen, wie die F6F Hellcat, besonders auf die Bekämpfung des japanischen Standardjägers hin auslegen.

## Belege und Verweise